# UniCredit
Це стаття про міжнародну фінансову групу «UniCredit Group», якщо Ви шукаєте інформацію про український банк «UniCredit Bank», який входить у цю групу, дивіться статтю «UniCredit Bank (Україна)»
UniCredit Group ( Група ЮніКредит, Група Унікредит ; італ. UniCredit S. pA) — одна з найбільших фінансових організацій, географія якої охоплює 22 держави Європи і ще 27 країн світу. Близько 174 000 співробітників групи надають послуги більш 40 млн клієнтів в 10 200 відділень (дані на 31 грудня 2008 року). У Центральнії та Східній Європі група ЮніКредит має найбільшу міжнародну банківську мережу, представлену більше 4 000 відділень та офісів, в яких працює близько 78 000 співробітників та обслуговується більше 28 млн клієнтів. Група присутня в наступних країнах регіону Центрально-Східної Європи ( ЦСЄ ) та Азії: Азербайджан, Білорусь, Боснія і Герцеговина, Болгарія, Угорщина, Киргизстан, Латвія, Литва, Польща, Румунія, Росія, Сербія, Словаччина, Словенія, Туреччина, Україна, Хорватія, Чехія, Естонія.

## Історія

### Заснування шляхом злиття та зростання (1998—2006)
Група UniCredit стала результатом злиття у 1998. Декількох італійських банківських груп, серед яких більшістю були Unicredito (банки з Туріна, Верони та Тревізо) та Credito Italiano (складається з Rolo Banca, Banca Popolare di Rieti), звідси й назва. Credito Italiano виписав близько 38,46 % нових акцій власникам Unicredito і перейменував себе в Unicredito Italiano. Інші банки, такі як Banca dell'Umbria, Cassa di Risparmio di Carpi, Cassa di Risparmio di Trento і Rovereto (Caritro), Cassa di Risparmio di Trieste також приєдналися до групи у 1998—2000. У грудні 1999 також було створено нову дочірню компанію, яка була названа на честь оригінального Credito Italiano.
У 1999 UniCredito Italiano, як тоді було відомо, розпочав свою експансію у Східній Європі придбанням польської компанії Bank Pekao. 30 червня 2002 UniCredit розпочала свій проєкт S3, який об'єднав 7 їх банківських мереж: Rolo Banca, Banca CRT, Cariverona Banca, Cassamarca, Cassa di Risparmio di Trento e Rovereto і Cassa di Risparmio di Trieste в Credito Italiano, а Credito Italiano перейменований в UniCredit Banca. [6] UniCredit Private Banking та UniCredit Banca d'Impresa були виділені з них у 2003 році.
У 2005 UniCredit об'єднався з німецькою групою HypoVereinsbank (HVB), яка сама була сформована в 1998 поєднанням двох баварських банків: Bayerische Vereinsbank і Bayerische Hypotheken-und Wechsel-Bank. Інтеграція з HVB Group була посилена в результаті злиття з Bank Austria Creditanstalt у 2000 та дозволила подальше зростання для групи UniCredit. Крім того, Bank Austria Creditanstalt був основним акціонером Bank Medici AG. Банк Медічі був інвестиційним менеджером Thema Fund. В обмін на пошук інвесторів у 2007 році банк Medici зібрав з Міжнародного фонду Thema 4,6 мільйона євро. Після новини про те, що Bank Medici інвестував 2 мільярди доларів у США з Бернардом Медофом, чиновники у Відні призначили керівника управління приватним банком, порушуючи питання щодо контролю над розповсюдженою групою.
30 червня 2005 Banca dell'Umbria та Cassa di Risparmio di Carpi були поглинені материнською компанією.
У 2006 бізнес з цінних паперів UniCredit (2S Banca, нині Société Générale Security Services S.p.A.) був проданий Société Générale за 579,3 млн. Євро.
У 2006 частки міноритарних акцій в ощадних касах Бра (31,021 %), Фоссано (23,077 %), Салуццо (31,019 %) та Савільяно (31,006 %) були продані приблизно за 149 мільйонів євро Банку Пополаре делл'Емілія Романья.

## Діяльність компанії
Чистий прибуток групи ЮніКредит за 2008 рік склав 4 млрд євро, сукупні активи — 1 046 млрд євро.

## Міжнародна структура[5]

### Росія
В Росії ця банківська група представлена "УніКредит Банком" (колишній Міжнародний Московський Банк). Заснований 1989 року та має банківську ліцензію № 1.

### Україна
Група ЮніКредит працює на ринку України з 1997 року. Саме в цьому році відкрито «Банк Пекао України» в Луцьку, який став першим на Україну банком зі 100%-м польським капіталом.
У червні 2006 року «Банк Pekao Україна» змінив своє найменування на «UniCredit Bank» (Відкрите акціонерне товариство «ЮніКредіт Банк») відповідно до Стратегії розвитку діяльності групи ЮніКредит в Україні.
У вересні 2007 року «ЮніКредит Банк» успішно завершив злиття з «HVB Банк Україна» відповідно до Стратегії інтеграції групи ЮніКредит в країнах ЦСЄ.
У січні 2008 року Bank Austria Creditanstalt AG, підрозділ UniCredit Group, що відповідає за банківську діяльність, завершив операцію з придбання 94,2 % акцій АКБ Укрсоцбанк, який було об'єднано з Unicredit Bank (Україна) у 2011 році.
Дочірня компанія "ЮніКредит лізинг" станом на 9 квітня 2024 року продовжує працювати на російському ринку.

## Власники
Станом на 2013 рік структура власності є наступною:
| # | Власник Акцій                                                   | Звичайних акцій | % Володіння |
| 1 | Aabar Luxembourg S.A.R.L.                                       | 376,200,000     | 6.498 %     |
| 2 | PGFF Luxembourg S.A.R.L.                                        | 290,000,000     | 5.009 %     |
| 3 | Fondazione Cassa di Risparmio Verona, Vicenza, Belluno e Ancona | 204,508,472     | 3.533 %     |
| 4 | Delfin S.A.R.L.                                                 | 173,685,000     | 3.000 %     |
| 5 | Центральний Банк Лівії                                          | 168,529,755     | 2.911 %     |
| 6 | Capital Research and Management Company                         | 158,097,471     | 2.731 %     |
| 7 | Fondazione Cassa di Risparmio di Torino                         | 145,099,006     | 2.506 %     |
| 8 | Carimonte Holding S.p.A.                                        | 131,213,277     | 2.267 %     |
| 9 | Allianz Group                                                   | 121,280,348     | 2.095 %     |
| — | Решта                                                           | 4,918,170,676   | 84.919 %    |
| — | Загалом                                                         | 5,791,633,617   | 100 %       |